# フレンチマンズクリークの戦い
座標: 北緯42度56分32秒 西経78度55分35秒 / 北緯42.94227度 西経78.92645度
フレンチマンズクリークの戦い（英: Battle of Frenchman's Creek）は、米英戦争初年の1812年11月28日早朝、ナイアガラ川に近い英領植民地アッパー・カナダで、イギリス軍とアメリカ軍の間に起きた戦闘である。この戦闘はアメリカ軍の大規模侵略のために地盤を確保するための襲撃と考えられた。アメリカ軍はナイアガラ川を渡り、その攻撃点2か所で上陸した。2つあった目的のうち1つだけを達成して引き揚げたが、侵略そのものは中止され、成果を生かすことができなかった。この戦闘は、最も激しい交戦が行われた場所から、カナダ人がフレンチマンズクリークの戦いと名付けた。当時のアメリカ人はブラックロック対岸の事件と呼んだ。
戦場跡は1921年にカナダの国定歴史史跡に指定された。

## 背景
クィーンストン・ハイツの戦い（1812年10月13日）でアメリカ軍が敗れた後、ナイアガラ前線のアメリカ軍中央軍指揮権は、ニューヨーク州民兵隊のスティーブン・ヴァン・レンセリア少将から、その副指令だった正規軍アレクサンダー・スミス准将に渡された。スミスは民兵隊の士官に従属していたことで大いに不満を持っていたので、これは待ちに待った機会だった。即座に3,000名の部隊でカナダ侵略の作戦を立てた。ニューヨーク州バッファローで部隊を集め、本体の侵略前に2方向からの攻撃を指示した。ウィリアム・キング大尉に220名を付け、ナイアガラ川を渡り、エリー砦傍にあるレッドハウスの砲台を使えなくし、スミスの本体が大砲の砲火に直面することなしに上陸できるようにすることとした。これと同時にチャールズ・ボーアストラー中佐に200名を付け、エリー砦とチッパワの間でカナダに上陸し、フレンチマンズクリークの橋を破壊して、スミス軍の上陸に対してイギリス軍の援軍が来られないようにすることとした。
イギリス軍北アメリカ総司令官ジョージ・プレボスト中将は、ナイアガラ前線では如何なる攻勢も禁じていた。このことで地元のイギリス軍は、アメリカ軍の初動を待ち、侵略の試みに反撃する以外の代案を持たない状態だった。正規兵は防御のための前進基地に分散され、これを民兵とインディアンの部隊で補強していた。
スミスは11月10日に出版した「ニューヨークの人々に」と題する宣言にけばけばしい言葉を使い、「数日の内に私の指揮する部隊がカナダにアメリカの標準を植え付けることになる」と記しており、ニューヨーク人には「貴方達の武器を収めてこの興味ある戦闘を眺めている」のではなく、「進んで、我々の助けとなること。私は貴方達を数日間待っている」と書いていた。スミスの目論見書は国境を越えた敵側から何の注意も引かないようだった。

## 対戦した戦力
アメリカ第13歩兵連隊のウィリアム・キング大尉は、150名の兵士と、サミュエル・アンガス海軍大尉が指揮する70名のアメリカ海軍水兵で構成された。キングの兵士は、アメリカ第12歩兵連隊のウィロビー・モーガン大尉の中隊と、アメリカ第13歩兵連隊のジョン・スプルールおよびジョン・E・ウール各大尉の中隊からの者達だった。
フレンチマンズクリークに向かうことになったチャールズ・ボーアストラー中佐の200名は、自身のアメリカ第14歩兵連隊の兵士だった。この連隊の指揮官ウィリアム・H・ワインダー大佐は350名の兵士と共に予備隊となった。

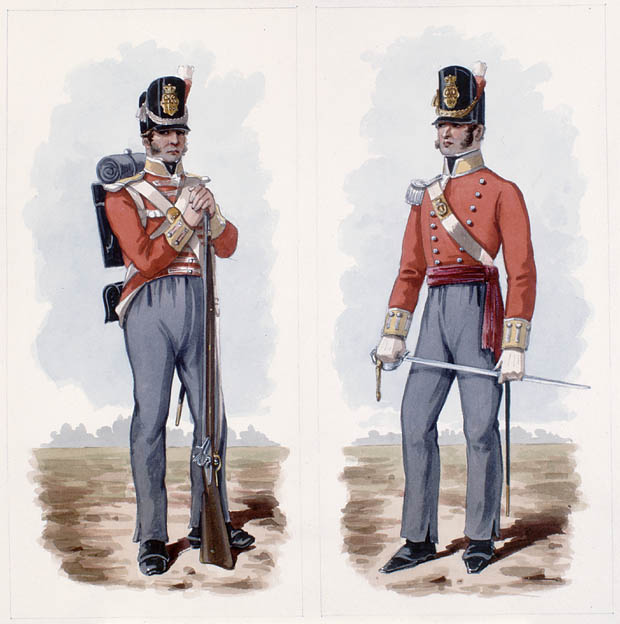
当時のイギリス兵

地元のイギリス軍指揮官セシル・ビショップ中佐はチッペワに駐屯し、第41歩兵連隊第1大隊の1個中隊、第5リンカーン民兵隊の歩兵2個中隊、およびリンカーン民兵隊砲兵の小部隊が配属されていた。さらにリチャード・ハット少佐の指揮する第5リンカーン民兵隊の部隊が近くに置かれた。後の12月26日に攻撃されることになった地域には、ビショップの全体指揮下に数個の分遣隊を配置した。エリー砦には、オームズビー少佐の指揮する第49歩兵連隊の80名とウィーラン大尉の指揮するロイヤル・ニューファンドランド連隊の50名が駐屯していた。ブラックロック渡しにはジョン・ボストウィック大尉の指揮下にノーフォーク民兵隊の2個中隊が置かれた。チッパワ道路沿いにエリー砦から2.5マイル (4 km) のレッドハウスには、トマス・ラモント中尉の指揮下に第49歩兵連隊の38名、キング中尉の指揮下にロイヤル砲兵連隊の幾らか、および民兵の砲兵幾らかが置かれた。ラモントの砲兵は18ポンドと24ポンドの大砲各1門を備え、キングの砲兵は6ポンドと3ポンドの大砲各1門を備えた。さらにチッパワ道路沿いのエリー砦から約4.5マイル (7.2 km) の位置にあるフレンチマンズクリークの基地には、J・バートリー中尉の指揮で第49歩兵連隊の38名が置かれた。そこからあまり離れていない所には、アンガス・マッキンタイア中尉の指揮で第41歩兵連隊の軽装歩兵中隊70名も置かれた。

## 戦闘

### キングの攻撃
キング大尉の部隊は守備兵からの砲火の下をレッドハウスに上陸し、ラモント中尉の第49歩兵連隊分遣隊に突撃した。アンガスの水兵は槍と剣を装備しており、白兵戦に持ち込んだ。ラモント隊が攻撃部隊を3度押し返したが、キングが4回目の攻撃を行わせ、それがイギリス軍の左翼を付いて崩壊させた。このときラモントを捕虜にし、その兵士は殺すか捕虜にするか追い散らした。勝ち誇ったアメリカ兵は基地に火を点け、大砲を釘付けにし、上陸地点まで戻った。そこには退避する時のために乗って来た船があるはずだった。しかし月の無い暗闇の中で、キング隊は分散し、2つの隊に分かれた。1隊はキングが率い、もう1隊はアンガス中尉が率いていた。アンガスは上陸点まで引き換えしたが、10隻あるはずだった船のうち4隻しか無かった。アンガスは行方の分からない6隻が実際には上陸点に達していなかったのを知らず、キングが既に離れてしまったのだと考え、残っていた船で川を渡った。キング隊が上陸点に達したとき、取り残されてしまったことが分かった。下流を探すとイギリス軍の見張りが無い船2隻が見つかった。この2隻で部隊の中の半分と、捕まえた捕虜をナイアガラ川の対岸に送り、残り30名と共に他にバッファローから拾い上げてくれる船が来ないか待っていた。

### ボーアストラーの攻撃
ボーアストラー中佐はフレンチマンズクリークに向かったが、11隻あった船のうち4隻は「夜の闇の中で迷ったか、経験の足りない漕ぎ手が流れに逆らって渡ることができなかったかで下流の橋の近くまで流され、戻らざるを得なくなった。」それでも残った7隻の船で上陸を強行し、バートリー中尉の第49歩兵連隊37名に抵抗された。ボーアストラー中佐が攻撃を率い、銃剣で向かってきたイギリス兵1人を拳銃で撃った。勢力で劣るバートリーの部隊が後退し、フレンチマンズクリーク橋まで追撃され、2人が捕虜に取られた。ボーアストラー隊はその後に、ブラックロック渡しから前進してきていたボストウィック大尉の率いるノーフォーク民兵2個中隊に攻撃された。その後の交戦で、ボストウィック隊は3名が戦死、15名が負傷、6名が捕虜となり、カナダ兵は撤退した。ボーアストラー隊は新たな問題に遭遇した。フレンチマンズクリーク橋を破壊するために用意していた斧の多くは、戻ってしまった4隻の船に載せてあったし、残った7隻に積んであった斧は岸に上がって戦ったときに船に置いてきてしまっていた。ボーアストラーはジョン・ウォーリング中尉の下に8名を派遣し、「見つけられる如何なる手段によっても橋を破壊させる」ことにした。ウォーリングが橋板の約3分の1をはがした時に、捕まえていた捕虜から「エリー砦の全軍がこちらに向かってきている」と教えられた。ボーアストラーは直ぐに部下を船に移らせてバッファローに漕ぎ帰ったので、ウォーリング隊が橋の所に残されてしまった。

### イギリス軍の反応
イギリス軍のオームズビー少佐は、これら攻撃に反応して第49歩兵連隊の80名と共にエリー砦からフレンチマンズクリークに進み、そこでマッキンタイア中尉の軽装歩兵70名、ハット少佐のリンカーン民兵、およびギビンス少佐の指揮する同盟インディアン若干名と合流した。ボーアストラーの侵略隊は既に去ってしまったことが分かり、真っ暗闇の中では他に敵がいるかも分からなかったので、オームズビーの300名は夜明けまでその場所に留まっていた。夜明けにはビショップ中佐がエリー砦から到着した。ビショップは部隊を率いてレッドハウスに向かい、そこでキング大尉とその部隊が退避するための船を待っているのを見つけた。キング隊は勢力で10対1と負けており、降伏した。

### ワインダーの援軍

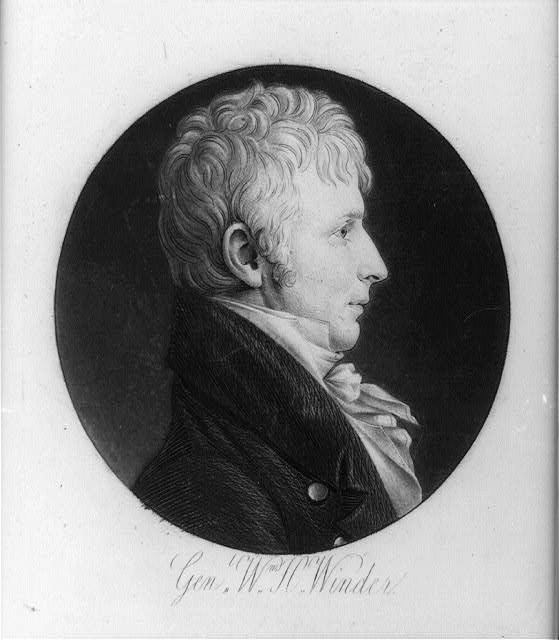
ウィリアム・H・ワインダー、後のブラーデンスバーグの戦いで評価の分かれる指揮官になった

キングがレッドハウスの砲台を使えなくしたという知らせがバッファローに到着すると、スミス将軍が大喜びした。「万歳!」と叫び、「カナダは我々のものだ! カナダは我々のものだ! カナダは我々のものだ! アメリカ合衆国にとって栄光の日になる!」と言って、ワインダー大佐に350名の兵を付けて、川を渡りキングとその部隊を救出に行かせた。ワインダーはウォーリング中尉とその部隊を拾い、その後に上陸を始めさせた。しかし、ビショップの300名の部隊が現れた時には、その部隊の半分が上陸しただけだった。ワインダーは兵士に船に戻るよう命じ、バッファローに向かったが、漕ぎ戻るときに激しい銃火に曝され、28名の損失を出した。
レッドハウスの砲台を使えなくしたことで、アメリカ軍は2つの目的のうちより重要な方を達成した。侵略軍はチッペワとエリー砦の間で砲火に曝されることなく上陸することが可能になったはずだった。しかし、その後の経過で、せっかくの成果も無駄になった。

## 損失
イギリス軍の公式報告での損失は戦死15名、負傷46名、不明30名だった。士官を含む損失報告書がしばしばそうだったように（兵士だけの場合はそうならない）、ロイヤル砲兵隊のキング中尉と第49歩兵連隊のラモント中尉は「負傷」に分類されていたが、実際には捕虜になっていた。アメリカ軍はラモントとキングを含め34名を捕虜にしており、戦死したと考えられた兵士の内の2人は、実際には捕虜になっていた。このために実際のイギリス軍の損失は戦死13名、捕虜44名、捕虜34名ということになる。
アメリカ軍の記録に拠れば、キング大尉の部隊は15名が戦死または負傷（報告書は内訳を記録していない）だった。ボーアストラー中佐の部隊は戦死8名、負傷9名だった。一方ワインダー大佐の部隊は戦死6名、負傷22名だった。アメリカ海軍部隊の損失は陸軍の損失報告に入っていないが、1812年12月15日付「ニューヨーク・ガゼット」は、レッドハウスを襲撃したアンガス大尉の水兵35名のうち、28名が戦死、2名が捕虜となり、5名だけが無傷で帰還したと報告していた。キング大尉（足に軽傷を負っていた）と他に38名がイギリス軍の捕虜となり、そのうち30名はキングと共に降伏していた。ワインダー隊は船に戻ってバッファローに向かうまで銃撃されていなかったので、残りの捕虜の8名はボーアストラーの分遣隊の者だったことになる。これらによって、陸軍の方は戦死または負傷が60名、捕虜が37名であり、海軍の方は28名が戦死または負傷、捕虜が2名となり、全体では88名が戦死または負傷、39名が捕虜となった。

## 戦闘の後
レッドハウスの砲台を使えなくしたことで、スミスはその侵略作戦を実行に移した。しかし、その3,000名の兵士を船に乗せようとした試みが混乱に包まれることになった。船が足りず、大砲が予想外に船のスペースを占領したために、1,200名しか船に乗れなかった。激しい雨と凍り付く寒さの中で、スミスが主宰した作戦会議で、侵略を延期し、全軍を乗せることが可能な準備をすることに決められた 。
.
11月31日、スミスが2度目の試みを行い、敵からの銃撃を避けるために夜明けの2時間前に兵士を乗船させるよう命令した。このときは、乗船があまりに鈍く、夜明けから2時間経っても1,500名が乗っただけだった。日の光の中で上陸するのが憚られたので、スミスは再度侵略を延期した。この時までにスミス隊の士気は急落していた。「規律は全て無くなり、宿営地は精神科病院の様だった。」このことと、部隊に広がっていた疫病のために、スミスが招集した2回目の作戦会議では、軍が補強されるまで全ての攻勢作戦を中断することになった。
中央軍はその後攻勢作戦を試みることなく冬季宿営に入り、スミス将軍はバージニア州の家族に会うために休暇を申請した。その3か月後、スミスが辞任したり、軍法会議に掛けられたりすることもなく、ジェームズ・マディソン大統領がアメリカ軍の名簿からスミスの名前を消させた。
イギリス軍とカナダ人はアメリカ軍の意図が分からないままに、キング、ボーアストラー、ワインダーが先行襲撃を行ったのではなく、スミスの侵略の第一波を意図していたと考えた。カナダの新聞はアメリカ軍を明らかに撃退した守備隊の「勇敢な功績」を褒め、ビショップを特別の祝福の対象にした。アッパー・カナダのイギリス軍指揮官ロジャー・ヘイル・シーフ少将は、プレボストに宛てた伝言で「ビショップ中佐はその示した精神と行動で大きな称賛に値し、その命令に従って行動した士官と兵士達に大きな栄誉が与えられるものである」と記した。ビショップは翌年夏にブラックロックの襲撃を率いている時に戦死した。
フレンチマンズクリークの戦いに参加していた3個歩兵連隊について、その後継であるとする部隊が現在のアメリカ陸軍に7部隊ある。